# チャレンジ三宅島モーターサイクルフェスティバル
チャレンジ三宅島モーターサイクルフェスティバル（チャレンジみやけじまモーターサイクルフェスティバル）は、伊豆諸島の三宅島で開催される、一般道路等を使用したオートバイに関するイベントである。主催は三宅村と特定非営利活動法人三宅島スポーツ振興会。第1回は2007年11月16日から11月18日にかけて開催された。
当初は、島内を一周する全長30kmの道路（公道）を使用してレースを行う予定だったが、安全性に関する懸念から断念される事になった。

## 概要

### 2007年
初回となる2007年は以下のイベントが開催された。
- オープニングパレード（島の外周道路を、参加者が自分達のバイクで一周）
- 災害救助トライアル・デモンストレーション（東京消防庁や、現役トライアル・ライダーによる）
- 三宅島Tourist Pro（クラシックバイクやレース用サイドカー等による公道走行。阿古地区に約2.5kmの周回コースを設定）
- 空港ドラッグレース（三宅島空港の滑走路を利用したドラッグレース）
- 三宅島ツーリングラリー（島の外周道路を用いた、スペシャルステージを設定しないラリー）
- 三宅島スタンプラリー
- ウェルカム・パーティー、グランド・フェスティバル（郷土芸能や特産物で、観客を島民が歓迎）
- 前田淳記念館（開催に尽力し、前年のマン島TTレースでの事故で亡くなった氏の展示）
- 記念植樹
- チャリティ・ツーリング

レーシング・マシンの走行を見るだけでなく、別送の自分のバイクでパレードやラリーに参加することもできた。
国内オートバイ・メーカーの協力は得られなかったものの、ハーレーダビッドソン、BMW、トライアンフなど海外メーカー数社の協賛を得た。後援はマン島TTレース。この関係でマン島TTレースのトップ・ライダー、イアン・ロッカーがTourist Proに参加した。

### 2008年
「WE RIDE Challenge MIYAKEJIMA 08 モーターサイクル・フェスティバル」となり、10月17日から19日に開催された。
イベントに、フリースタイル・モトクロス（FMX）、キッズバイク親子体験教室、ニーラー(レース用サイドカー)のパッセンジャー体験が追加された。昨年のツーリング・ラリーが、途中でモトクロスやトライアルにも挑戦する「チャレンジ三宅島ツーリング」に変更。また、観客に、バイク以外でも三宅島をアピールする企画も用意された。ただし公道レースの実施は前年同様、見送られた。
18日はドラッグレースのために三宅島空港は閉鎖され、島と外部をつなぐ交通は船便とヘリコプター便のみ。
しかし航空便は一日一往復の上、普段から強風や火山からの有毒ガスの影響で欠航することが多いので、あらかじめ分かっている閉鎖の影響は少なかった。
昨年のイアン・ロッカーに加え、マン島TTレースの元トップライダー、リチャード・"ミルキー"・クォイルも来島し、イベントに参加した。
今年も国内4バイク・メーカーの協力は得られなかったが、昨年からのハーレー・ダビッドソンやBMW、トライアンフに加え、アプリリア、KTM、MVアグスタをはじめとする海外バイク・メーカー数社が協賛。
運営や協賛などに難航したために公式発表が遅れ宣伝が不十分だった昨年と異なり、本年は早い時期に発表がなされた。
7月6日に、お台場でプレ・イベントが開催され、コースでの旧車やサイドカーの走行、ドラッグレースマシンのデモ、今年追加されるFMXなどが実演され、特産品の販売なども行われた。

### 2009年
10月23日にリハーサルと試乗会がおこなわれ、24日、25日にフェスティバルが開催される予定であった。
しかし台風の接近による悪天候により、24日のイベントは雨の中決行されたものの、グランド・パーティーは嵐で短縮され、25日のイベントはTourist Pro本番を含めすべて中止となった。
前年までおこなわれていたドラッグレースと、昨年のフリースタイルモトクロスが無くなり、代わりにエンデューロ・エキシビションがおこなわれた。
また、前年の参加型の島一周「チャレンジ三宅島ツーリング」からツーリング途中でのトライアルやモトクロス体験がなくなった試乗会に代わった。
3年目にして初めて国内4メーカー（ホンダ、ヤマハ、スズキ、カワサキ）が協賛となった。
しかし、試乗会に提供されたオートバイは、海外メーカーが数台ずつなのに対し、国内メーカーは1台ずつ。さらにメーカーのサイトでの開催の掲示はなく、雑誌やネット上でもほとんど掲示されなかった。
国内メーカーの協賛を得たにもかかわらず、全体的に規模が縮小。また本来の目的である公道レースへの道が絶たれたという報道も一部でなされている。
このフェスティバルの目標である公道レースに繋がるTourist Proは、今回も当然開催されるにもかかわらず、フェスティバルの予告でも、レポートでもまったく触れられず、代わりに新規のエンデューロ・エキシビジョンが、小規模なのにメイン・コンテンツと大々的に押され、その不自然さが疑問視されている。
関連イベントとして、5月17日に前年同様お台場でプレイベントが、また8月22日から23日に三宅島で親子サマーキャンプが開催された。

### 2010年
フェスティバル名が『WERIDE 三宅島』（ウィーライドみやけじま）となった。
昨年、いきなりメインコンテンツとうたわれたエンデューロレースが本年唯一のバイク・イベントとなり、当初の目的であった公道レースの代わりとなる。
このレースは、三宅島雄山の噴火の影響を逆手に取り、三宅島ならではの壮大なスケールでオフロードレースを開催するというもの。
第一回目から続き、最大の売りであったTouristProや、各種のバイクイベントは全て無くなった。つまりフェスティバルではなく、単独のエンデューロ・レースと様変わりし、規模は大幅に縮小。
このエンデューロ・レースは昨年のフェスティバルで石原都知事が提唱した賞金レースで、賞金・賞品総額200万円。
雄山中腹に作られた一周3kmのオフロード・コースを100台（公式レポートでは約100名とあるが、実際は84名）のバイクが150分間走って、周回数を競った。
会場はアクセスしやすい従来の阿古地区ではなく山腹にあり、また島内一周のバイク・パレードも無かったため、島民はわざわざ会場に足を運ばないと接することができず、盛り上がりは局所的であった。
エンデューロ・レースは素人目にはモトクロスと区別が付かず、三宅島の自然をバックにしている以外の目新しさは見当たらない。
「エンデューロレース（参戦）」「オフロード体験ツアー」「観戦ツアー」 の3つの参加方法があったが、その募集開始が例年より1ヶ月遅かった上、最初の募集期間は3日間 しかなかったりと、運営面でも迷走がうかがえる。自分のバイクを持ち込むには「オフロード体験ツアー」へ参加するしかなく、さらにオンロードバイクは持ち込めなかった。
昨年まではオンロード/オフロードも排気量も問わず自分のバイクを持ち込めただけに、オンロードバイクの締め出しと言わざるをえない。
なお島内を自由に走行できるのは7日の午前のみ の上、6日のエンデューロ・レースの最中には他の体験走行がスケジュールされていたため、レース観戦はほとんどできなかった。
上記のように、持ち込めるバイクはオフロードのみ、オフロード体験ツアーではレースを観戦できない、エンデューロ以外のバイクイベントが無い、賞金は観客には無関係、さらに当初の目的であった公道レースを断念などで、集客はのぞめないとの意見が上がっている。
マン島TTレースの後援がなくなり、海外メーカーの協賛も減った。
三宅島復興という建前さえ揺らいでいる。今後、どのようになるのか注目される。
レースのコースには溶岩地帯もあり、コース整備は通常の土の地面より手間がかかる。
さらに自然破壊につながることも懸念されている。　既存の道路を使用する公道レースでは、このような問題はない。
雄山からの有毒ガスが、人体、及び出場マシンに与える影響は未知である。
またこれに先立ち、6月6日にお台場でプレイベント、7月31日から8月2日にかけて三宅島で親子サマーキャンプも開かれた。

## 開催までの経緯
2000年に発生した火山の噴火による災害の復興策として、主に観光客誘致などを目的としてイギリスのマン島で行われているマン島TTレースを参考に、東京都知事である石原慎太郎が公道でのオートバイレースを提唱した（ライダーである大鼓演奏者・大倉正之助による発案ともいわれるが、大道決断する際の年下ではあるが良き友であったHiro T.A Sheeneとも懇意だった徳田虎雄の進言に拠るものが大きかった）。都の発表では公道でのオートバイレースは日本国内初とされているが、公道を使用したオートバイレースは1927年の中部巡回モーターサイクルレースを初め、何度か行われている。また日本国内の自動車による公道レースとしては、既にラリージャパンなどのラリーがあるほか、北海道小樽市でチャンプカー・ワールド・シリーズ（CCWS）の誘致も行われた事もある(但し、CCWSのシリーズ終了に伴い中止)。
当初計画では、島を周回する東京都道212号三宅循環線約30.4kmを、阿古地区をスタート&ゴールとして、反時計方向に走行するレースがメインイベントとなる予定だった。標高差は約160m。3日間のうち本戦は最終日で、排気量125cc以下のマシンでタイムアタック形式で行われ、認定されたライダーによりタイムを競うものであった。
レースのアドバイザーとして、日本人として唯一マン島TTレースに毎年参戦していた前田淳（2006年のマン島TTレースで後続車に追突される事故により他界）も尽力していた。前田は内外出版社のオートバイ雑誌『ヤングマシン』2006年5月号の企画エイプ100にて、ツーリング形式であるがコースとなる島内一周走行を行ったり、石原都知事や三宅島村長にもレース開催における様々な提案を行っていた。
石原都知事は、このレースについて「島の周遊道路はかなり起伏に富んでいて怖いが、逆に腕に自信のあるライダーにとっては、一つの魅力の場所である。世界のオートバイのレースは、イギリスのマン島で始まって、島を挙げてオートバイレースの誘致をして協力している。三宅島でそういうレースをすると、若いライダーが集まって人気になるのではないか」と話していた。
第1回目開催前は、公道レース開催ということで話題になり、出場準備をする者もいたが、4メーカーの協賛辞退や公道レースが先送りとなった時点で、急激に人々の関心が失せていった。
「公道レースをやらないならこのフェスティバルの意味が無い」が大方の意見であった。

### 予算
東京都は、専門家による検討経費などに4,000万円、都道改修に3億円を2007年度予算に計上。民家への衝突を防ぐガードレールを増強し、マンホールには滑り止めを施す。運営する三宅村（人口2,934人）も、開催に必要な約3億円を負担。

### 視察・評価
2006年5月に、石原都知事や平野三宅村長らは、公道レースの手本となるTTレースの視察でマン島を訪れた。
プロレーサーの宮城光は、都から依頼を受け、三宅島を4回訪問し、予定コースの外周道路（30 km）を視察・試走した。評価は次の通りである。
1. 幅員が6-7mと狭く道路沿いに家屋や石垣などがある。緩衝材などで対策しても安全性は不十分
2. 都内の総合病院まで最短40分かかり、救急設備も不十分
3. 車両の安全地帯がなく、事故の場合は二次災害が懸念される

宮城は2007年2月5日、前述の理由などを添えて「公道レースは開催すべきではない」という報告書を都や日本モーターサイクルスポーツ協会（MFJ）に提出した。また、世界選手権参加経験のある難波恭司も2006年8月に同様のリポートを提出した。
これに対し、都が発表したコースは当初の外周道路のままであり、計画を変更する予定もないとしていた。石原都知事は「レースは危険があるからエキサイトする。ある程度ライダーの自己責任もある」「あの島に活力を与えるには、これしか方法がない。これしか活路がない」と発言した。
2007年7月末の定例会見で石原都知事は翌年度以降は公道レースを行うと発言した。それに対しホンダは「レースに対する考え方が違う」として、イベントへの協力を辞退し、他の3メーカーもそれに同意した。ただし海外のバイク・メーカーはこの限りではなく、ハーレーダビッドソンやBMWをはじめとする数社が協賛の名乗りをあげ、2008年にはその数は倍増した。
結局、安全面の確保が難しいことなどを理由に、2007年7月に都は周回道路でのレースを断念し、阿古地区の2.5kmの周回道路を封鎖して、時速70kmの制限速度の下、レーシングマシンが公道走行をおこなう「ツーリストプロ」が提案され、このイベントの特徴となった。また閉鎖中の三宅島空港の滑走路でのドラッグレースや、周回道路でのツーリングイベントなども開催され、公道レースから通常のバイクイベントへと方針を転換した。
2009年、国内4メーカーが協賛となったが、上述のような経緯があるため、これは将来の公道レース開催を断念することとの引き換えとする報道がある。「ツーリストプロ」でさえ、もし開催されなくなったら、このフェスティバルの売りが無くなり、ありきたりのバイク・イベントをわざわざ見に行く者はいないとの意見が多数を占める。
当事者である島民は概ね歓迎しているが、年に3日程度の現在のイベント状況では観光収入はあまり望めず、オートバイを通しての通年の集客を模索中。
ドラッグレースは、四輪試走が出来なかったため、レースの結果が全日本選手権への参戦と考慮される「MFJ公認」ではなく、単なる「―承認」であった。2009年はドラッグレース自体の開催がなくなった。